# Борислав Радулов
Борислав Ивайлов Радулов е български състезател по кикбоксьор, стил пойнт файтинг, и треньор. Световен шампион (2019), победител в две категории от Световната купа (2024). 

## Биография
През 2014 година печели световната титла при кадетите. Три години по-късно става европейски шампион при юношите, а през 2019 година става световен шампион при мъжете.
През 2024 г. на Световната купа в Узбекистан побеждава в две категории при мъжете: до 57 и до 63 кг.
Има над 140 медала и отличия от световни и европейски турнири.
Борислав Радулов е и треньор в спортния клуб „Радулов“, създаден от баща му през 2007 г.